# Samuel Auchmuty
Samuel Auchmuty (Nueva York, Trece Colonias, 22 de junio de 1758-Dublín, Irlanda, 1822) era un militar británico que llegó a ser brigadier general y caballero gran cruz de la Orden del Baño desde 1811. Fue quien comandó la ocupación de Montevideo en 1807 para luego delegarle el mando, a los tres meses, a sir John Whitelocke.

## Biografía

### Origen familiar y primeros años
Samuel Auchmuty nació el 22 de junio de 1758 en la ciudad de Nueva York, capital de la provincia homónima que formaba parte de las Trece Colonias británicas de Norteamérica, siendo el segundogénito del clérigo anglicano homónimo Samuel Auchmuty (Boston, 16 de enero de 1722-Nueva York, 3 de marzo de 1777), y de su esposa Mary Nicholls, que se había graduado en Teología en el año 1742 en la Universidad de Harvard, en Inglaterra, y de esta forma fuera nombrado ministro adjunto de la iglesia de la Trinidad, o bien Trinity Church, de la ciudad neoyorquina, por lo cual, en 1764 se convertiría en rector, teniendo a cargo todas las iglesias de dicha ciudad.
Su abuelo, el juez colonial Robert Auchmuty (ca. 1682-1750), que fuera aceptado el 5 de abril de 1705 ya que se había graduado en Dublín, emigró a Norteamérica estableciéndose en Boston y en donde fue nombrado en la corte del ministerio de marina por poco tiempo en 1703, y también en 1733. Este era el tercer hijo de John Auchmuty (n. Newtown de Longford, Irlanda, ca. 1652) quien fuera descendiente de una familia que se había establecido en el siglo XIV en la ciudad escocesa de Fife pero que se había trasladado a mediados del siglo XVII a Irlanda.
Estudió en el King's College —de la actual Universidad de Columbia— donde se graduó en 1775. Al año siguiente entró como voluntario en el ejército británico siendo un simple soldado y luego de la batalla de Long Island, en el día 30 de agosto de 1776, fue ascendido al rango de alférez.

### Su carrera militar por el mundo
Sirvió como lealista en la Guerra de Independencia de los Estados Unidos y al final de la misma se trasladó a Inglaterra. Más tarde fue destinado a la India hasta 1797 y luego pasó a Egipto en 1799, para luchar contra la ocupación napoleónica y fue adonde lo ascendieron al grado de coronel. En el año 1802 regresó a Inglaterra.

### En Sudamérica
Al llegar al grado de brigadier general fue enviado a Sudamérica, como parte de las invasiones inglesas al Río de la Plata, y de esta forma logró capturar la ciudad de Montevideo el 3 de febrero de 1807 pero luego, al suceder el mando a sir John Whitelocke el día 10 de mayo, fracasaron en capturar la ciudad de Buenos Aires y debieron de esta forma abandonar América del Sur.

### En Asia
Más tarde, fue destinado como comandante en jefe a Madrás, en la India Británica. Marchó desde esta ciudad en 1811 al mando de una expedición para participar en la conquista de Java que estaba en poder del Reino de Holanda y que a su vez, el año anterior, había sido anexado al Primer Imperio Francés. Por estas acciones fue nombrado caballero gran cruz de la Orden del Baño.
También sirvió con las tropas de Wellington durante la Guerra de la Independencia Española. 

### Retorno a Europa y fallecimiento
Destinado en Irlanda como comandante en jefe, falleció debido a una caída del caballo en el año 1822, en la ciudad de Dublín.